# Приче из давнине
Приче из давнине је збирка од осам приповетки-бајки Иване Брлић-Мажуранић у којима је ауторка остварила свој књижевни врхунац.  Настала је из два разлога: први је Иванино проучавање и занимање за словенску митологију и фолклор, а други хришћанска филозофија. Збирку је 1916. објавила Матица хрватска, а превођена је на више језика. 

## Опште информације
Збирка је објављена 1916. у издању Матице хрватске, а друго издање доживљава 1920. године. Већ од 1922.  Приче из давнине доступне су у Њујорку, а од 1924. и у Лондону. Уследили су преводи на шведски (1928.), чешки (1928.), дански (1929.), руски (1930.), немачки (1931.), словачки (1931.), словеначки (1950.), италијански (1957.) и многе друге језике.
Прво хрватско издање из 1916. илустрирао је Петар Орлић. Друго издање из 1920. било је без илустрација. Владимир Кирин, најзначајнији хрватски графичар тога доба, илустровао је енглеско издање из 1924. године, као и треће издање из 1926. године. Нека од каснијих издања илустровала је Цвијета Јоб. Слика за бајку Шума Стриборова која приказује домаће (ликове из бајке) нашла се на поштанској марки Републике Хрватске из 1997. године.

## Радња и приче
Радња је уперена у ликове из словенске митологије, које је Брлић-Мажуранић, иначе и шест пута у четири године кандидаткиња за Нобелову награду за књижевност стилизовала давши им одређене особине. Послуживши се обликом бајке и фантастичним елементима, створила је аутономни свет давнине у којем се митски свет спаја са сецесијски стилизованом сликом времена, простора, ликова и догађаја.
Прво издање имало је шест прича : Како је Потјех тражио истину, Рибар Палунко и његова жена, Регоч, Шума Стриборова, Братац Јагленац и сестрица Рутвица и Сунце ђевер и Нева Невичица, а у трећем издању додане су још две приче : Лутоњица Топорко и девет жупанчића и Јагор.